# Präludium (Fantasie) und Fuge C-Dur KV 394 (383a)
Präludium (Fantasie) und Fuge C-Dur KV 394 (383a) ist aus zwei Stücken bestehendes Werk des österreichischen Komponisten Wolfgang Amadeus Mozart aus dem Jahr 1782, das dieser auf Drängen seiner Frau Constanze niederschrieb (Mozart pflegte Fugen meist zu improvisieren; der Titel "Fantasie" stammt nicht von Mozart und ist angesichts der offenkundig barocken Anlage des Stücks irreführend). Das Werk fällt in eine Lebenszeit, in der Mozarts Beschäftigung mit den polyphonen Techniken des Barock eine nachhaltige Schaffenskrise ausgelöst hatte und ihn zu individueller Bewältigung der großen Vorbilder Johann Sebastian Bach und Georg Friedrich Händel zwang. 

## Präludium
Das Präludium (-Takt) beginnt mit einem achttaktigen Adagioeinleitung: Kennzeichen hier ist der verminderte Septimencharakter. Zuerst beginnt mit einem gebrochenen C-Dur-Dreiklang, dessen Fortführungen im zweiten Takt mit Septimen weitergeführt wird. Takt 3 und 4 weisen einen ähnlichen Charakter, jedoch in G-Dur und kanonisch aufgebaut. Die kommenden sechs Takte befindet sich das Motiv (gebrochener A-Dur-Dreiklang) in der linken Hand. In den sechs weiteren Takten folgt ein Triolenlauf. Mit zunehmenden Verlauf tritt eine Klagemotiv im Echo vermehrt auf. In Takt 45 erscheint eine Art Kadenz. Später erscheint das Klagemotiv erneut. Mozart moduliert in Läufen über f-Moll nach c-Moll und beendet das Präludium in der Dominante G-Dur.

## Fuge
In -Takt und andante mastoso stehend, besteht das Thema der dreistimmigen Fuge aus zwei Takten und beginnt im Bass. Die Mittelstimme trägt das Thema in Takt 3 eine Quarte höher. In Takt 6 Endet dann die Exposition der Fuge mit einem G-Dur-Dreiklang. Nach einer dreitaktigen Überleitung findet man sich in der ersten Durchführung in a-Moll wieder. Währenddessen moduliert Mozart nach F-Dur und in den Takten  20/21 findet man eine Überleitung. Anschließend findet sich eine Entspannung in der Dominante vor. In den Takten 40–47 findet man eine „dritte“ Durchführung in a-Moll vor. In Takt 51 beginnt der repriseähnliche Schlussteil. Die finalen zwei Takte enden in einem Adagio.